# Экман, Хассе
Ха́ссе Э́кман (швед. Hasse Ekman), он же Ха́нс Ге́ста Э́кман (швед. Hans Gösta Ekman; 10 сентября 1915, Стокгольм, Швеция — 15 февраля 2004, Марбелья, Испания) — шведский актёр, сценарист и режиссёр кино; сын актёра, режиссёра и сценариста Гесты Экмана, старшего и отец актёров Гесты Экмана, младшего, Кристера Экмана, Стефана Экмана и режиссёра Микаэля Экмана. В 1995 году Шведский институт кино вручил ему премию за вклад в развитие шведского кинематографа.

## Биография

### Ранние годы
Каково это быть сыном известного человека? Спросите горбуна, каково это быть горбатым!
Ханс Геста Экман родился в Стокгольме в районе Эстермальм 10 сентября 1915 года в семье актёра Гесты Экмана (1890—1938) и Греты (1887—1978), урожденной Сундстрём. Хассе, как его звали близкие, крестили в кирхе Оскара в ноябре того же года. С 1922 по 1931 год он обучался в младшей и средней школах в Эстермальме. Под влиянием отца, уже в раннем возрасте избрал карьеру актёра. В возрасте восьми лет снялся в эпизодической роли в фильме Руне Карлстена «Юный граф ухватился за девушку и цену», в котором также снимался Геста Экман, старший. Большим потрясением для него стала смерть его младшего брата Йена Микаэля, который умер через девять месяцев после рождения. В возрасте семнадцати лет он написал и издал автобиографическую книгу «Что со мной будет?», в которой рассказал о том, какой сложной бывает жизнь у ребёнка знаменитых родителей.

### Карьера
Как актёр театра и кино дебютировал в начале в 1930-х годов. В 1932 году сыграл свою первую роль в пьесе Аниты Харт и Мориса Драдделла «В лучших семьях» в постановке отца на сцене Фольктеатерна. Его партнёром на сцене был актёр Стиг Яррел. В 1934 году Хассе в качестве театрального режиссёра поставил пьесу Алексея Константиновича Толстого «Царь Фёдор Иоаннович», в которой главную роль сыграл его отец.
Параллельно с работой в театре, продолжил сниматься в кино. Вернувшись из полугодичной поездки в Голливуд, в 1936 году он получил роль в фильме Густава Муландера «Интермеццо», в котором снова снялся вместе с отцом. Спустя год, Геста Экман, старший скоропостижно скончался. В память о нём в том же году Хассе написал книгу «Геста Экман».
Незадолго до этого, он дебютировал как сценарист. В 1938 году, по приобретённому у него сценарию, режиссёром Андресом Хенриксоном был снят фильм «Гром и молния», в котором Хассе сыграл одну из ролей.
В 1940 году он дебютировал как кинорежиссёр, сняв кинокомедию «С тобой в моих руках». Пик его работы, как кинорежиссёра пришелся на 1940-е — 1950-е года, когда им было создано более тридцати картин, большей частью комедий. В это же время по трём его сценариям были сняты фильмы в Дании. В 1950 году Хассе снял фильм «Девушка и гиацинты», который получил признание критики и считается лучшей его работой в кино. Его коллега, Ингмар Бергман назвал эту картину «абсолютным шедевром». В 1950-е годы он создал серию популярных комедий с Сикан Карлссон в главной роли.
Хассе Экман является одним из самых больших и уникальных талантов шведского кино.
Как и в кино, в театре в этот период Хассе предпочитал ставить комедии. Он сам написал три пьесы и режиссировал ревю Карла Герхарда в 1946, 1957 и 1959 годах. В 1956 году он издал свой единственный роман «Кюрре Коринт и фабрика грёз», а за год до этого была издана его вторая автобиографическая книга «Прекрасный утёнок». В 1960-е годы Хассе завершил карьеру актёра и кинорежиссёра. Его последней актёрской работой в кино стала главная роль учителя Стига Брендера в фильме «На скамейке в парке» (1960), который он снял по своему же последнему сценарию. Последней снятой им картиной стала комедия «Браки борцов» (1964). В 1960-х — 1980-х годах он ставил в Стокгольме многочисленные ревю Кар де Муммы и Повеля Рамеля.

### Личная жизнь
Хассе Экман был женат четыре раза. 22 июня 1938 года в замке Эллинге он сочетался браком с баронессой Агнетой Врангель аф Зайзз, от которой у него родились четверо сыновей: Геста, Кристер, Микаэль и Стефан. Супруги развелись в ноябре 1944 года. В том же году Хассе сошёлся с актрисой Эвой Хеннинг. 24 апреля 1946 года в ратуше Стокгольма они зарегистрировали свои отношения. У них родилась единственная дочь — Фам Кристина. Для обоих супругов это был второй брак. Они разошлись в 1953 году. В Лидинге 11 ноября 1953 года Хассе женился на актрисе Тутте Рольф, в которую был влюблён со времён своей юности. Для обоих супругов это был третий брак. Их отношения продлились до 1972 года. В свой последний брак с Вивеке Трагдгарт он вступил 25 августа 1974 года.
За многие годы им была собрана большая коллекция произведений искусства, которую он продал в 1964 году и переехал на побережье Средиземного моря в Каталонию, в Испании, где жил до самой смерти в Марбелье 15 февраля 2004 года. Хассе Экман был похоронен на Северном кладбище в Стокгольме.

## Избранная фильмография
| Год       | Фильм                                                                               | Режиссёр         | Персонаж           |
| --------- | ----------------------------------------------------------------------------------- | ---------------- | ------------------ |
| 1924      | «Юный граф ухватился за девушку и цену» (швед. Unge greven ta'r flickan och priset) | Руне Карлстен    | победитель в гонке |
| 1933      | «Ночь в Смигехольме» (швед. En natt på Smygeholm)                                   | Сигурд Валлен    | энсин              |
| 1933      | «Горничная» (швед. Hemslavinnor)                                                    | Рагнар Видестедт | Курт               |
| 1936      | «Интермеццо» (швед. Intermezzo)                                                     | Густав Муландер  | Аке Брандт         |
| Источник: |                                                                                     |                  |                    |